# Pohlia rhaetica
Pohlia rhaetica là một loài rêu trong họ Bryaceae. Loài này được Rota Broth. mô tả khoa học đầu tiên năm 1905.